# Shepenupet II
Henutneferumut-irytra Duatnetjer-shapenewpet, più nota come  Shepenupet II , ma anche Shapenewpet (fl. VIII-VII secolo a.C.), è stata una Divina Sposa di Amon a Tebe ai tempi della XXV dinastia egizia.
Figlia del primo faraone kushita, Pi(ankh) y) (XXV dinastia), e sorella di Taharqa, successore del primo, Shepenupet II fu Divina Adoratrice di Amon a Karnak tra il 700 e il 650 a.C. nel Periodo Tardo della Storia egiziana.
| G14 | D4 · M36 | N5 · t | F35 | F35 | F35 |

| G14 | D4 · M36 | N5 · t | F35 | F35 | F35 |

| G14 | D4 · M36 | N5 · t | F35 | F35 | F35 |

| G14 | D4 · M36 | N5 · t | F35 | F35 | F35 |

 hnwt nfrw mwt irt r՚  - Nenutneferumut-irytra (Signora di bellezza, Mut, occhio di Ra)
| R8 | N14 · t | N37 · p · Z9 | F13 | p · t |

| R8 | N14 · t | N37 · p · Z9 | F13 | p · t |

| R8 | N14 · t | N37 · p · Z9 | F13 | p · t |

| R8 | N14 · t | N37 · p · Z9 | F13 | p · t |

 dw3t ntr sp (n) wpt - Duatnetjer-shapenewpet

## Biografia

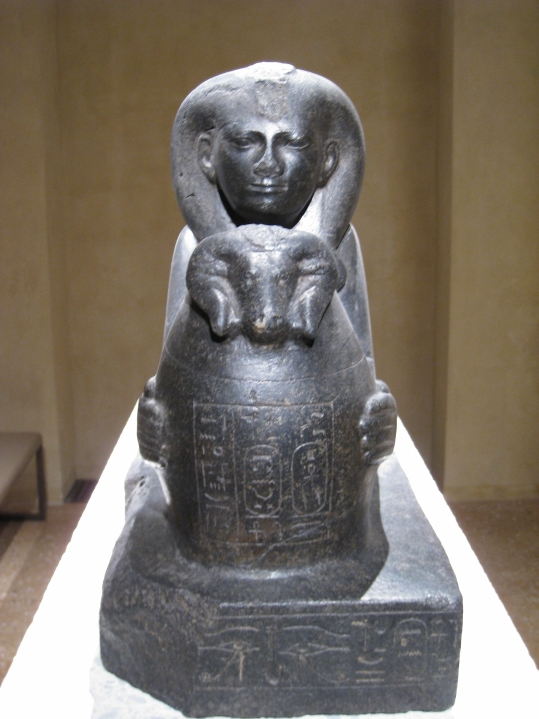
Sfinge di Shepenupet II (Berlino, Neues Museum)

Come era prassi, istituita durante il regno di Pinedjem I (XXI dinastia), la Divina Adoratrice di Amon riuniva in sé le due cariche di Divina Sposa di Amon e di Superiora delle Recluse di Amon con la prerogativa di adottare chi avrebbe dovuto succederle nella carica. In tal senso Shepenupet II assunse la carica nei primi anni di regno di Taharqa, suo fratello, e la mantenne fino all'anno nono del successore Psammetico I. Durante il suo pontificato, intorno al 656 a.C., unitamente alla Divina Adoratrice Amenardis I, adottò come futura massima sacerdotessa la principessa Nitokris I concedendole una ricca dote nell'Alto Egitto. Tale adozione, e la futura prevedibile successione nell'incarico era, di fatto, l'indiretto riconoscimento politico del padre, il faraone Psammetico I, posto sul trono a nord dal re assiro Assurbanipal, come sovrano di tutto il Paese.
Alla sua morte le successe, nell'incarico di Divina Adoratrice, Amenardis II alla quale successe, a sua volta, Nitokris I. La sua cappella funeraria si trova nel complesso templare di Medinet Habu.

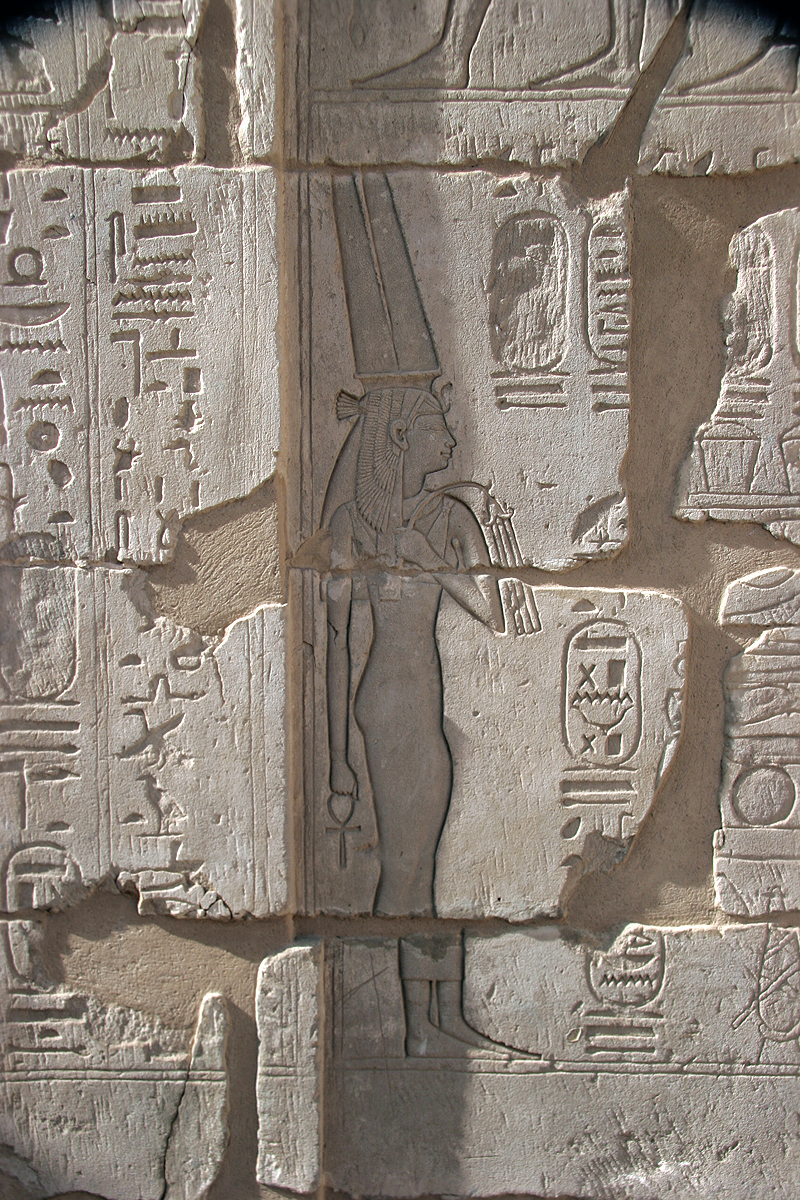
Shepenupet II in un rilievo di Medinet Habu
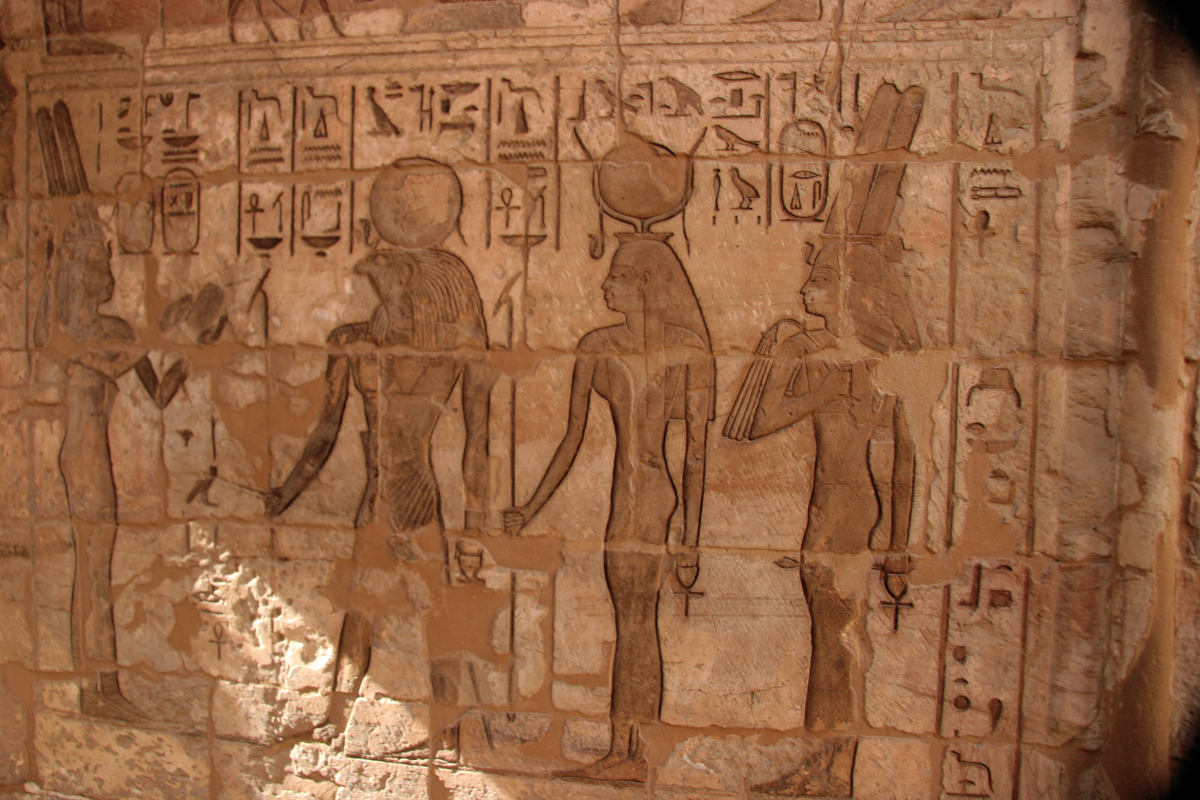
Shepenupet II e Amenardis II in un rilievo di Medinet Habu
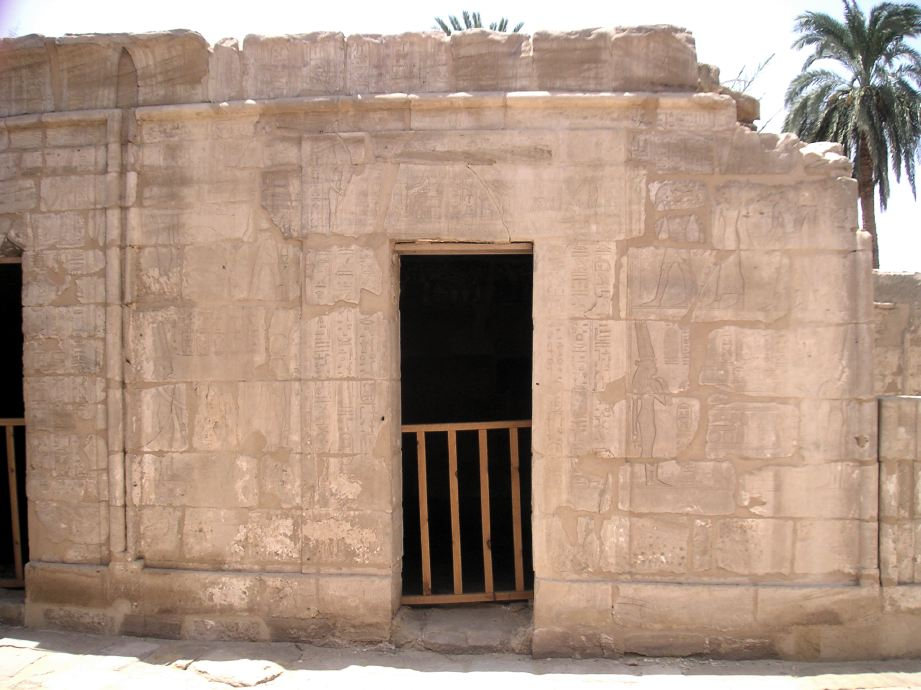
Cappella di Shepenupet a Medinet Habu
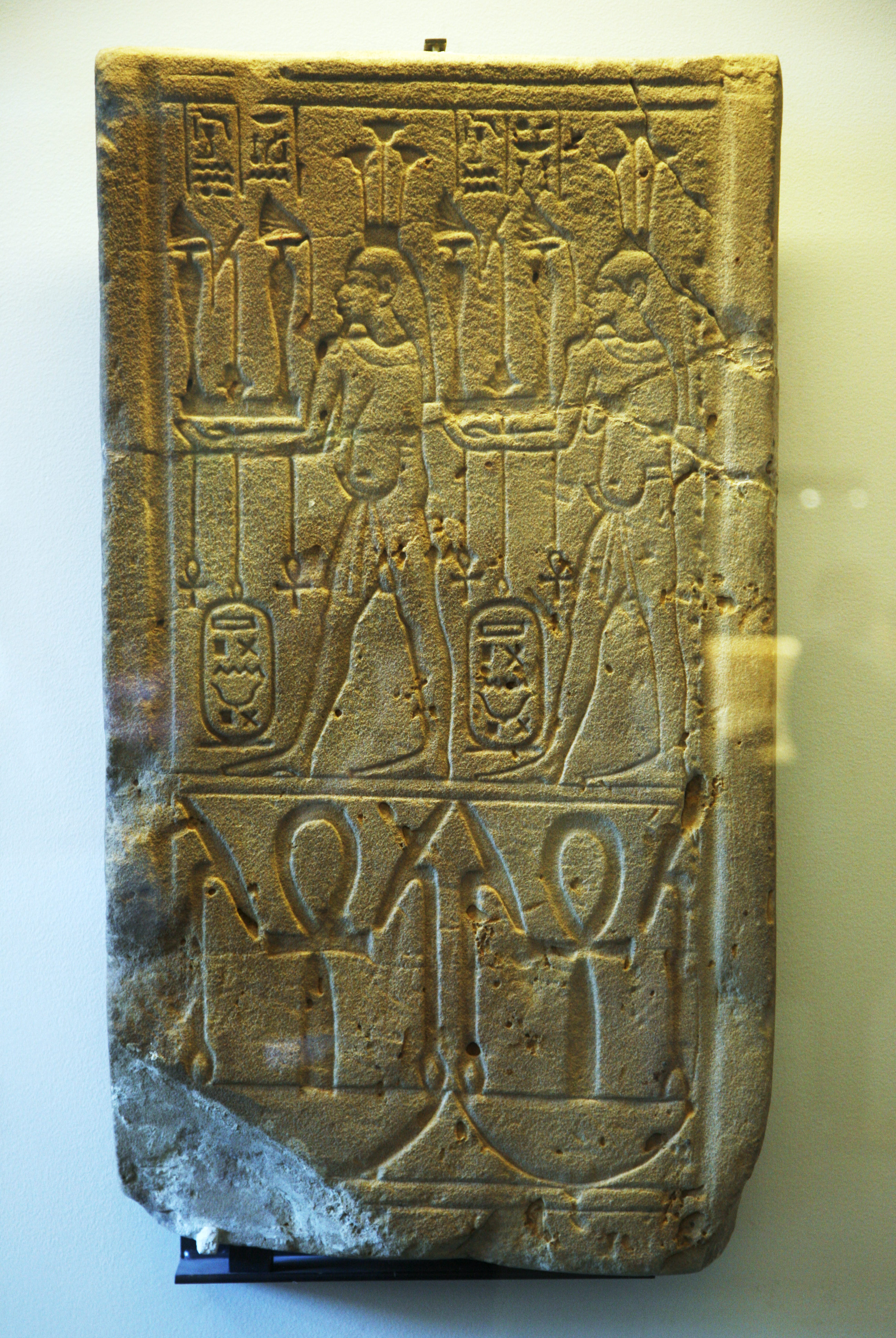
Il cartiglio di Shepenupet
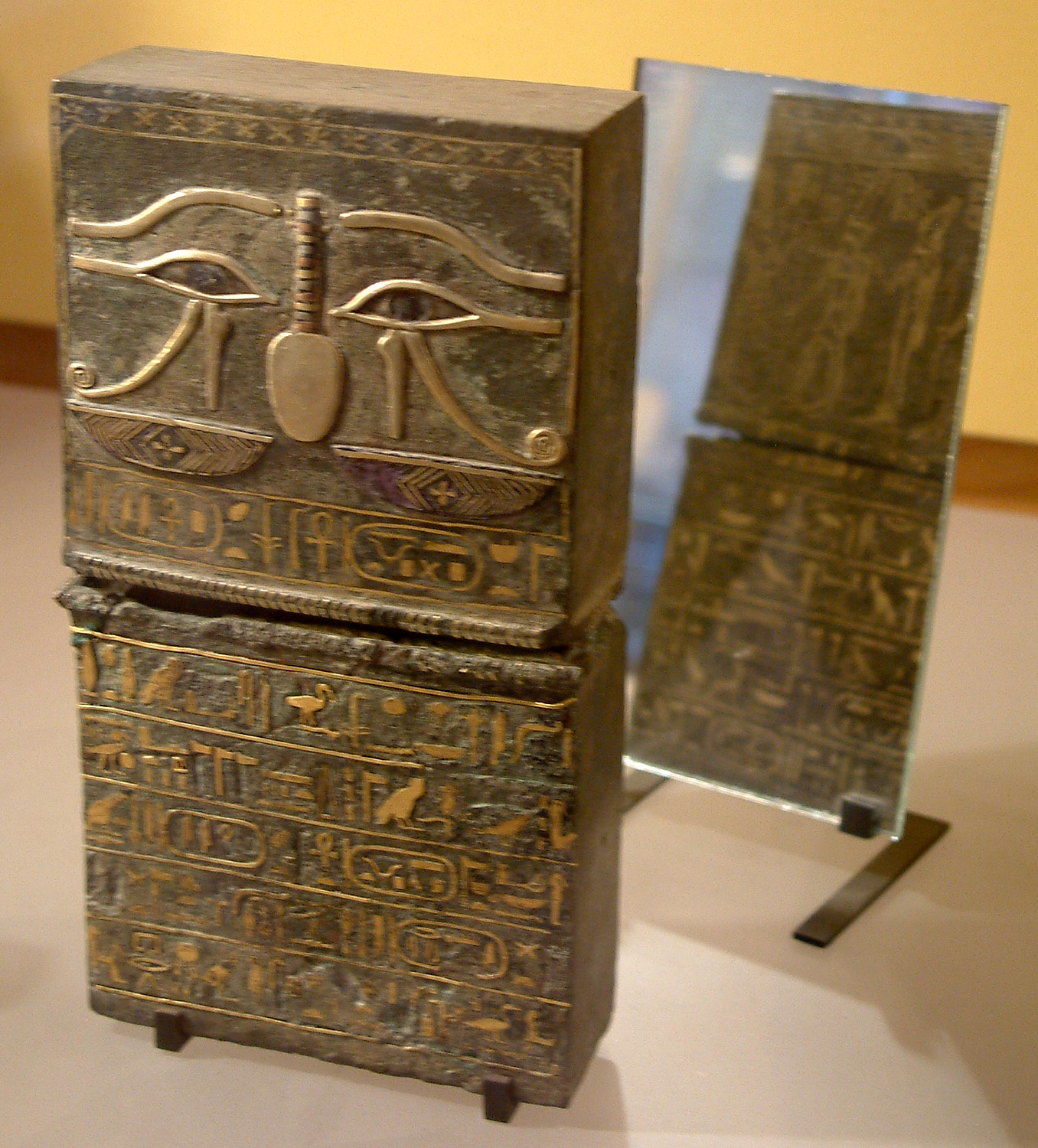
Scatola con il nome di Shepenupet
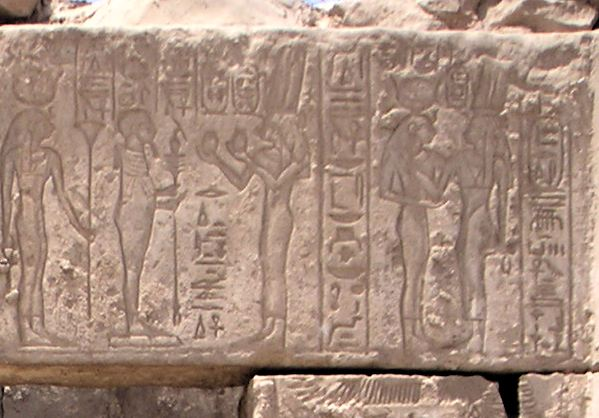
Shepenupet ad Amenardis II